# Ригведа
«Ригве́да» (санскр. ऋग्वेद, IAST: ṛgveda, «веда гимнов») — собрание преимущественно религиозных гимнов, первый известный памятник индийской литературы на ведийском языке. «Ригведа» входит в число четырёх индуистских религиозных текстов, известных как Веды. «Ригведа» была составлена, видимо, около 1700—1100 гг. до н. э. и является одним из древнейших индоарийских текстов и одним из древнейших религиозных текстов в мире. Ригведа состоит из десяти разделов (мандалов), самыми древними из которых считаются II—VII. Веками она сохранялась только в устной традиции и впервые записана была, вероятно, только в раннем Средневековье. «Ригведа» — наиболее древняя и значительная из Вед, ценный источник для изучения древнеиндийской истории и мифологии. В 2007 году ЮНЕСКО включило «Ригведу» в реестр «Память мира».

## Этимология
Слово ригведа — составное (татпуруша), состоит из двух санскритских корней: рич (санскр. ऋच्, IAST: ṛc, «хвала, гимн, стихи») и веда (वेद, IAST: veda, «знание»).

## Текст
«Ригведа» состоит из 1028 гимнов (или из 1017, не считая составленные на ведийском санскрите апокрифические валакхилья (IAST: vālakhilya) — гимны 8.49—8.59), многие из которых предназначены для различных жертвенных ритуалов. Это длинное собрание коротких гимнов главным образом посвящено восхвалению богов. Оно состоит из 10 книг, называемых мандалами.
Каждая мандала состоит из гимнов, называемых сукта (IAST: sūkta), которые, в свою очередь, состоят из отдельных стихов, называемых «рич» (IAST: ṛc), во множественном числе — «ричас» (IAST: ṛcas). Мандалы не равны ни по длине, ни по возрасту. «Семейные (фамильные) книги», мандалы 2-7, считаются самой старой частью и включают самые короткие книги, отсортированные по длине, составляя 38 % текста. Мандала 8 и Мандала 9, вероятно, включают гимны различного возраста, составляя 15 % и 9 % текста соответственно. Мандала 1 и Мандала 10 — самые молодые и самые длинные книги, составляют 37 % текста.

### Сохранение
Ригведа сохраняется двумя главными шакхами («ветвями», то есть школами или редакциями): Шакала (IAST: Śākala) и Башкала (IAST: Bāṣkala). Учитывая большой возраст текста, он очень хорошо сохранён, так что эти две редакции практически идентичны и могут использоваться равнозначно без существенных примечаний. С Шакалой связывается Айтарея-брахмана. Башкала включает кхилани и связана с Каушитаки-брахманой. Эти редакции включают порядок расположения книг и орфоэпические изменения наподобие регуляризации сандхи (названной Г. Ольденбергом «orthoepische Diaskeunase»), происходившей в течение столетий после составления самых ранних гимнов почти одновременно с редакцией других Вед.
Со времени составления текст существует в двух версиях. В Самхитапатхе применяются все правила санскрита для сандхи, и её текст используется для декламации. В Падапатхе каждое слово изолировано, и она используется для запоминания. Падапатха по своей сути — комментарий к Самхитапатхе, но обе они представляются равнозначными. Восстановленный на метрических основаниях оригинальный текст (оригинальный в том смысле, что он стремится восстановить гимны в том виде, как они были составлены риши) лежит где-то между ними, но ближе к Самхитапатхе.

### Организация
Наиболее общепринятая схема нумерации — по книге, гимну и стиху (а также, если необходимо, по стопе (пада) — a, b, c и т. д.) Например, первая пада -
- 1.1.1a IAST: agním īḷe puróhitaṃ — «Агни я восхваляю, высшего жреца»

и последняя пада -
- 10.191.4d IAST: yáthāḥ vaḥ súsahā́sati — «для твоего пребывания в хорошем обществе»

В то же время Герман Грассман нумеровал гимны от 1 до 1028, помещая валакхилья в конце.
Все 1028 гимнов «Ригведы» в редакции Aufrecht 1877 года содержат в общей сложности 10 552 стиха, или 39 831 паду. Шатапатха-брахмана говорит о 432 000 слогов, в то время как метрический текст Ван Ноотена и Холланда (1994 г.) имеет в общей сложности 395 563 слога (или, в среднем, 9.93 слога в паде); подсчёт числа слогов неоднозначен из-за сандхи. Большинство стихов написаны метриками джагати (пада из 12 слогов), триштубх (пада из 11 слогов), вирадж (пада из 10 слогов), гаятри или ануштубх (в обоих пада — из 8 слогов).

### Содержание
Главные боги «Ригведы» — Агни (жертвенное пламя), Индра (героический бог, восхваляемый за убийство своего врага Вритры) и Сома (священный напиток или растение, из которого он изготовлен). Другие видные боги — Митра, Варуна, Ушас (заря) и Ашвины. Также призываются Савитар, Вишну, Рудра, Пушан, Брихаспати, Брахманаспати, Дьяус (небо), Притхиви (земля), Сурья (солнце), Ваю (ветер), Апас (воды), Парджанья (дождь), Вач (слово), Маруты, Адитьи, Рибху, Все-боги, многие реки (особенно Сапта Синдху (семь потоков) и река Сарасвати), а также различные меньшие боги, персоны, понятия, явления и предметы. «Ригведа» также содержит фрагментарные ссылки на возможные исторические события, особенно борьбу между ведийскими ариями и их врагами, дасами.

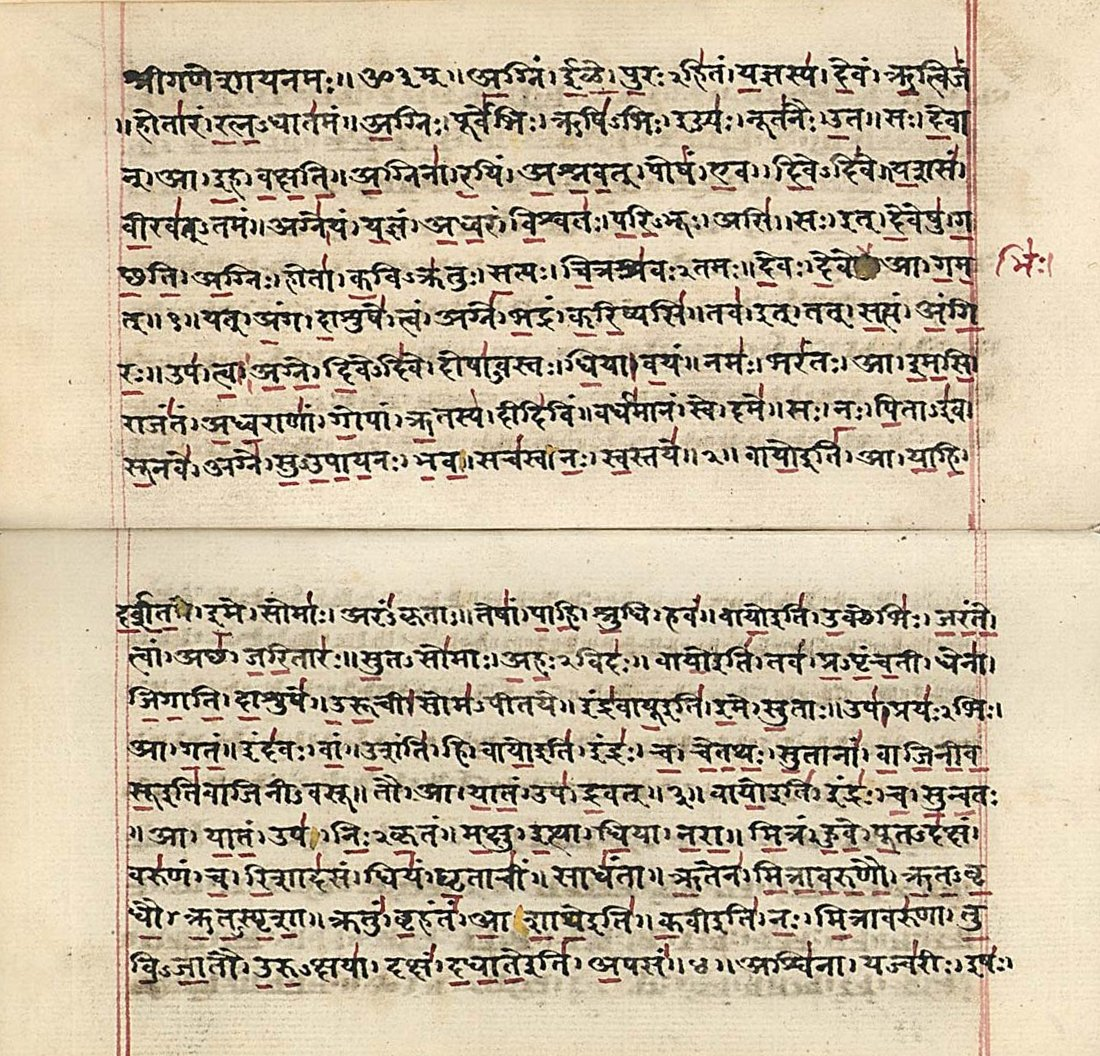
Манускрипт «Ригведы» на деванагари, начало XIX века

- Мандала 1 состоит из 191 гимна. Гимн 1.1 адресован Агни, и его имя — первое слово «Ригведы». Остальные гимны главным образом обращены к Агни и Индре. Гимны 1.154 — 1.156 обращены к Вишну.
- Мандала 2 состоит из 43 гимнов, посвящённых главным образом Агни и Индре. Её обычно приписывают риши Гритсамаде Шаунохотре (IAST: gṛtsamda śaunohotra).
- Мандала 3 состоит из 62 гимнов, обращённых главным образом к Агни и Индре. Стих 3.62.10 имеет большую важность в индуизме и известен как Гаятри-мантра. Большинство гимнов в этой книге приписывается Вишвамитре Гатхине (IAST: viśvāmitra gāthinaḥ).
- Мандала 4 состоит из 58 гимнов, обращённых преимущественно к Агни и Индре. Большинство гимнов в этой книге приписываются Вамадеве Гаутаме (IAST: vāmadeva gautama).
- Мандала 5 состоит из 87 гимнов, обращённых преимущественно к Агни и Индре, Вишведевам, Марутам, двойному божеству Митре-Варуне и Ашвинам. Два гимна посвящены Ушас (заре) и Савитару. Большинство гимнов в этой книге приписываются семье Атри (IAST: atri).
- Мандала 6 состоит из 75 гимнов, обращённых преимущественно к Агни и Индре. Большинство гимнов в этой книге приписывают бархаспатья(IAST: bārhaspatya)-семье Ангирас.
- Мандала 7 состоит из 104 гимнов, обращённых к Агни, Индре, Вишвадевам, Марутам, Митра-Варуне, Ашвинам, Ушас, Варуне, Ваю (ветру), двух — Сарасвати и Вишну, а также другим божествам. Большинство гимнов в этой книге приписывают Васиштхе Майтраваурни (IAST: vasiṣṭha maitravaurṇi). Именно в ней впервые встречается «Махамритьюмджая-мантра» (Гимн «К Марутам», 59.12).
- Мандала 8 состоит из 103 гимнов, обращённых к различным богам. Гимны 8.49 — 8.59 — апокриф валакхилья (IAST: vālakhilya). Большинство гимнов в этой книге приписывается семье Канва (IAST: kāṇva).
- Мандала 9 состоит из 114 гимнов, обращённых к Соме Павамана, растению, из которого изготавливался священный напиток ведийской религии.
- Мандала 10 состоит из 191 гимна, обращённых к Агни и другим богам. Она содержит Надистути-сукту, молитву рекам, важную для реконструкции географии ведийской цивилизации, и Пуруша-сукту, имеющую большое значение в индуистской традиции. Она также содержит Насадия-сукту (10.129), возможно, наиболее знаменитый на Западе гимн, рассказывающий о Творении.

### Риши
Каждый гимн «Ригведы» традиционно сопоставляется с особенным риши, а каждая из «семейных книг» (Мандалы 2-7) считается составленной определённой семьёй риши. Основные семьи, перечисленные в порядке убывания числа стихов, приписываемых им:
- Ангирас: 3619 (особенно Мандала 6)
- Канва: 1315 (особенно Мандала 8)
- Васиштха: 1267 (Мандала 7)
- Вишвамитра: 983 (Мандала 3)
- Атри: 885 (Мандала 5)
- Бхригу: 473
- Кашьяпа: 415 (часть Мандалы 9)
- Гритсамада: 401 (Мандала 2)
- Агастья: 316
- Бхарата: 170

### Перевод на русский язык
«Ригведа» в 1989—1999 годах была полностью переведена на русский язык Т. Я. Елизаренковой. Перевод учитывает работу над текстом европейских предшественников.

## Индуистская традиция
В соответствии с индуистской традицией, гимны Ригведы были собраны Пайлой (Paila) под руководством Вьясы (IAST: Vyāsa), который сформировал Ригведа Самхиту в том виде, который мы знаем. В соответствии с Шатапатха-брахманой (IAST: Śatapatha Brāhmana), количество слогов в Ригведе составляет 432 000, равняясь числу мухурт (muhurtas) в сорока годах (30 мухурт составляют 1 день). Это подчёркивает утверждения ведийских книг о существовании связи (бандху (bandhu)) между астрономическим, физиологическим и духовным.
Авторы Брахман (IAST: brāhmana) описали и интерпретировали ритуал Ригведы. Яска (Yaska) был ранним комментатором Ригведы. В XIV веке Саяна (IAST: Sāyana) написал исчерпывающий комментарий к ней. К другим бхашьям (IAST: bhāṣya) (комментариям), сохранившимся до наших времён, относятся комментарии Мадхавы (IAST: Mādhava), Скандасвамина (IAST: Skaṃdasvāmin) и Венкатамадхавы (IAST: Veṃkatamādhava).

## Датировка и историческая реконструкция

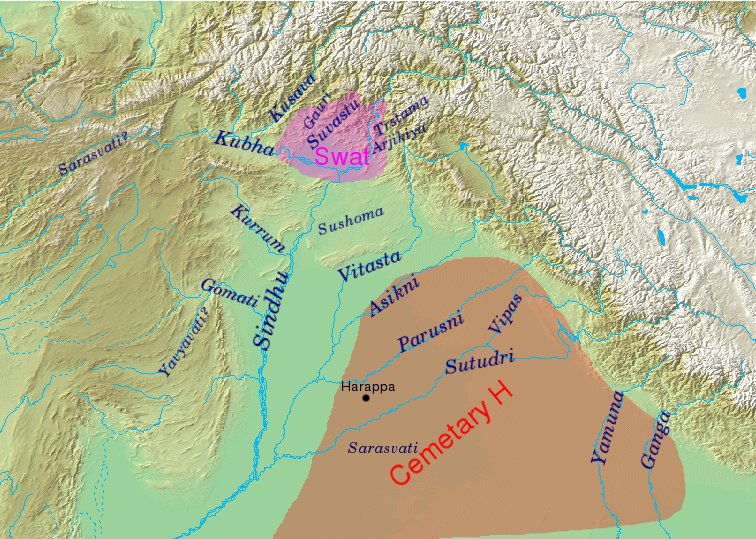
География Ригведы, с указанием названий рек; также показаны распространение Сватской культуры и Культуры кладбища H.

Ригведа древнее любых других индоарийских текстов. Поэтому внимание западной науки было приковано к ней со времён Макса Мюллера. Записи Ригведы на раннем этапе ведийской религии связаны с дозороастрийской персидской религией. Считается, что зороастризм и ведийская религия развились из ранней общей религиозной индо-иранской культуры.
Ядро Ригведы считают сформировавшимся в конце бронзового века, вследствие чего оно предстаёт единственным экземпляром литературы бронзового века, сохранившимся в непрерывной традиции. Его составление обычно относят к 1700—1000 гг. до н. э.
В последующих столетиях текст подвергся стандартизации и пересмотрению произношения (самхитапатха, падапатха). Эта редакция была завершена около VII века до н. э.
Записи появились в Индии около V века до н. э. в форме письма брахми, но тексты, сравнимые по длине с Ригведой, скорее всего, не записывались до раннего Средневековья, когда появились письмо Гупта и письмо Сиддхам. В Средние века манускрипты использовались для обучения, но до появления в Британской Индии печатного пресса в сохранении знания играли незначительную роль из-за своей хрупкости, ибо записывались на коре или пальмовых листьях и в тропическом климате быстро разрушались. Гимны сохранялись в устной традиции около тысячелетия со времени их составления до редакции Ригведы, и вся Ригведа целиком сохранялась в шакхах в течение последующих 2500 лет, начиная с редакции вплоть до editio princeps Мюллера — коллективный подвиг запоминания, не имеющий аналогов в любом другом известном обществе.
Пураны называют Видагдху автором Пады. Другие учёные считают, что падакара Ригведы — Стхавира Сак Айтарея Араньяки. После своего составления тексты сохранялись и кодифицировались обширным обществом ведийского духовенства в качестве центральной философии ведийской цивилизации железного века.
Ригведа описывает подвижную, кочевую культуру с запряжёнными лошадьми колесницами и металлическим (бронзовым) оружием. По мнению некоторых учёных, описываемая география соответствует Пенджабу (Гандхаре): реки текут с севера на юг, горы относительно далеки, но всё же достижимы (Сома — растение, произрастающее в горах, и его приходилось покупать у заезжих торговцев). Однако гимны, определённо, составлялись в течение долгого периода, со старыми элементами, возможно, происходящими ещё из индо-иранских времён, начала второго тысячелетия до н. э. Таким образом, существуют разногласия о том, говорится ли в заявлениях о разрушении каменных крепостей ведийскими ариями и особенно Индрой о городах цивилизации долины Инда или они относятся к столкновениям между древними индоариями и культурой БМАК (Бактрийско-Маргианский археологический комплекс) на территории современных севера Афганистана и юга Туркменистана, находящихся в 400 км от верхнего Инда за горами Гиндукуш (или Хинду Куш). В любом случае, несмотря на то, что большинство текста, скорее всего, было составлено в Пенджабе, даже если он базировался на ранних поэтических традициях, в нём нет ни одного упоминания ни о тиграх, ни о рисе (в отличие от поздних Вед), что вызывает предположение о том, что ведийская культура проникла на равнины Индии уже после составления Ригведы. Точно так же, предположительно, в тексте нет упоминаний о железе. Железный век в северной Индии начался в XII веке до н. э. с Культуры чёрной и красной керамики. Этот период широко принимается в качестве начала кодификации Ригведы (упорядочения отдельных гимнов в книги, исправления самхитапатхи (samhitapatha) путём применения к раннему метрическому тексту сандхи (sandhi) и падапатхи (padapatha) (путём разделения сандхи)) и составления ранних Вед. Это время, возможно, совпадает с ранней династией Куру, сдвигая центр ведийской культуры из Пенджаба к современному Уттар-Прадеш.
Некоторые имена богов и богинь, содержащиеся в Ригведе, встречаются в других религиозных системах, также основанных на прото-индоевропейской религии: Дьяус-Питар схож с древнегреческим Зевсом, латинским Юпитером (от deus-pater) и германским Тюром (Tyr); Митра (Mitra) схож с персидским Митрой (Mithra); Ушас — с греческой Эос и латинской Авророй; и, менее достоверно, Варуна — с древнегреческим Ураном и хеттским Аруной. Наконец, Агни по звучанию и смыслу схож с латинским словом «ignis», литовским «ugnis» и русским «огонь».
Некоторые авторы отследили астрономические ссылки в Ригведе, которые позволяют отнести её к 4 тысячелетию до н. э., ко времени индийского неолита. Обоснования этой точки зрения остаются спорными.
Также предметом полемики остаётся упоминаемая в Ригведе река Сарасвати, впоследствии высохшая или сменившая русло. Датировки этого геологического события нередко привлекаются в качестве одного из аргументов при датировке Ригведы.

### Флора и фауна в Ригведе
Лошади Ашва (Asva), Таркшья (Târkshya) и рогатый скот играют в Ригведе важную роль. Также имеются отсылки к слону (Хастин (Hastin), Варана (Varana)), верблюду (Уштра (Ustra)), особенно в Мандале 8, буйволу (Махиша (Mahisa)), льву (Симха (Simha)) и гауру (Gaur). В Ригведе упоминаются также и птицы — павлин (Майура (Mayura)) и красная, или «брахманская», утка (Anas Casarca) Чакравака (Chakravaka).

## Более современные индийские взгляды
Индуистское восприятие Ригведы сдвинулось от изначального ритуалистического содержания к более символической или мистической интерпретации. Например, описания жертвоприношения животных рассматриваются не как буквальное убийство, но как трансцендентные процессы. Даянанда Сарасвати, основатель «Арья Самадж», и Шри Ауробиндо были сторонниками духовной (адхьятмика) интерпретации книги.
Сторонники идеологии хиндутва, отрицающие индоарийские миграции, используют Ригведу для аргументации теории исхода индоариев из Индии. Субхаш Как заявлял, что в организации гимнов существует астрономический код. Бал Гангадхар Тилак, также основываясь на астрономических параллелях в Ригведе, в своей книге «The Orion» (1893) заявлял о присутствии ригведийской культуры в Индии в 4-м тысячелетии до н. э., и в своей книге «Arctic Home in the Vedas» (1903) предлагал гипотезу (признанную неакадемической) о приходе ариев из арктических областей на юг в начале Ледникового периода.

## Издания
- Friedrich Max Müller, The Hymns of the Rigveda, with Sayana's commentary, London, 1849-75, 6 vols., 2nd ed. 4 vols., Oxford, 1890-92.
- Theodor Aufrecht, 2nd ed., Bonn, 1877.
- V. K. Rajawade et. al., Rgveda-samhita with the commentary of Sayanacarya, Pune, 1933-46, 5 vols. Reprint 1983.
- B. van Nooten und G. Holland, Rig Veda, a metrically restored text, Department of Sanskrit and Indian Studies, Harvard University, Harvard University Press, Cambridge, Massachusetts and London, England, 1994.

## Переводы
- Латинский: F. Rosen, Rigvedae specimen, London, 1830
- Французский: A. Langlois, Paris 1948-51 ISBN 2-7200-1029-4
- Английский: Ralph T.H. Griffith, Hymns of the Rig Veda (1896)
- Немецкий: Karl Friedrich Geldner, Der Rig-Veda: Aus dem Sanskrit ins Deutsche übersetzt Harvard Oriental Studies, vols. 33, 34, 35 (1951), reprint Harvard University Press (2003) ISBN 0-674-01226-7
- Русский: Т. Я. Елизаренкова. Ригведа. [В 3 т.]. (Серия «Литературные памятники»). М.: Наука,1989-99.

Мандалы I—IV. 1989. 768 с. (2-е изд., испр. — 1999. 2500 экз.)
Мандалы V—VIII. 1995. 752 с. (2-е изд., испр. 1999. 2500 экз.)
Мандалы IX—X. 1999. 560 с. 2500 экз.
- Венгерский: Laszlo Forizs, Rigvéda — Teremtéshimnuszok (Creation Hymns of the Rig-Veda), Budapest, 1995 ISBN 963-85349-1-5